# Puebla de San Medel
Puebla de San Medel é um município da Espanha na província de Salamanca, comunidade autónoma de Castela e Leão, de área 9,28 km² com população de 49 habitantes (2007) e densidade populacional de 6,19 hab/km².

## Demografia
| Variação demográfica do município entre 1991 e 2004 | Variação demográfica do município entre 1991 e 2004 | Variação demográfica do município entre 1991 e 2004 | Variação demográfica do município entre 1991 e 2004 |
| --------------------------------------------------- | --------------------------------------------------- | --------------------------------------------------- | --------------------------------------------------- |
| 1991                                                | 1996                                                | 2001                                                | 2004                                                |
| 78                                                  | 74                                                  | 54                                                  | 56                                                  |